# Schlagobers

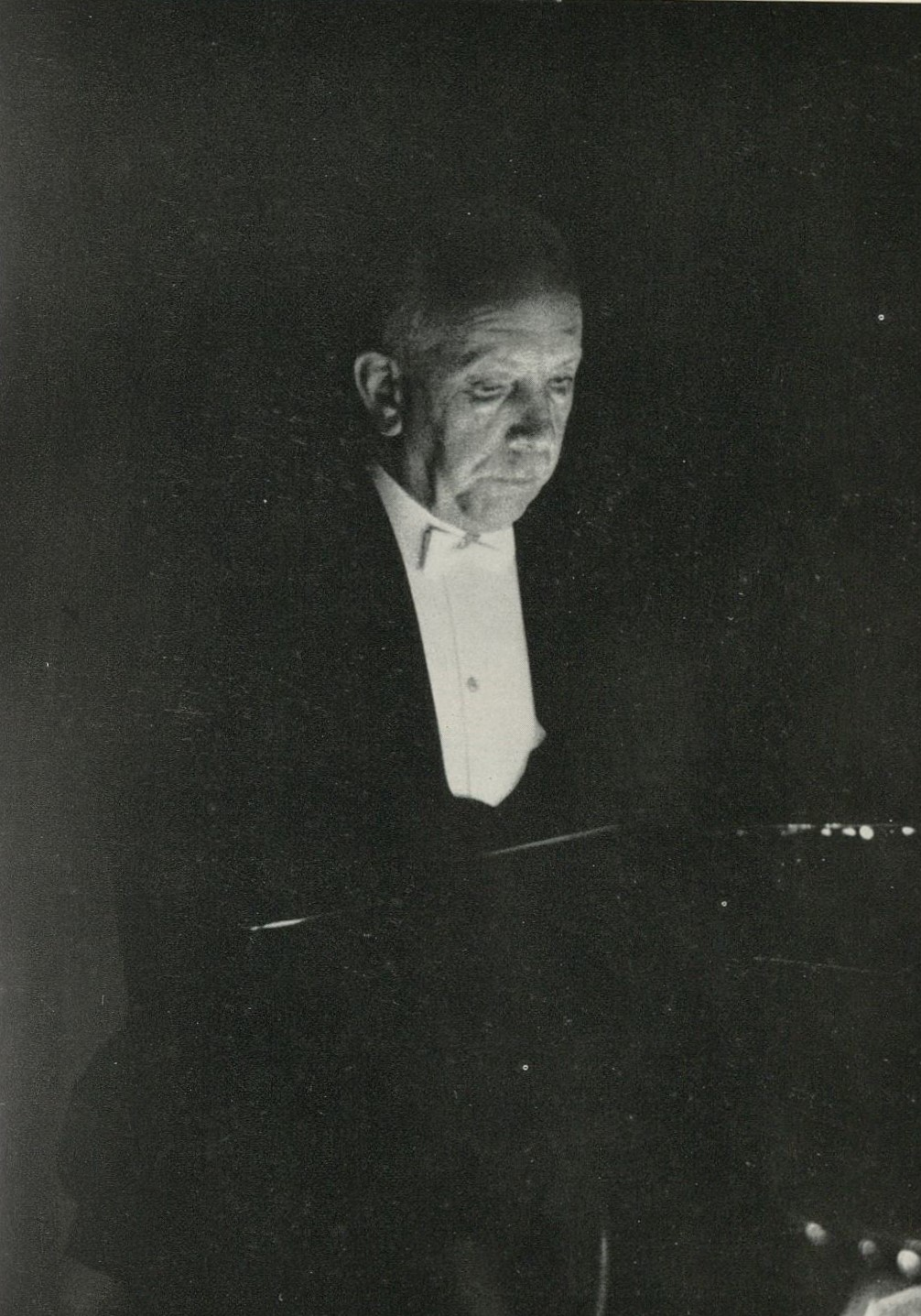
Foto de Richard Strauss.

Schlagobers (Nata montada), op. 70, es un ballet en dos actos compuesto por Richard Strauss, entre 1921 y 1922, sobre un libreto del mismo compositor. Se estrenó el 9 de mayo de 1924 en la Ópera Estatal de Viena.

## Origen y contexto
Mientras trabajaba como codirector de la Ópera Estatal de Viena con Franz Schalk desde 1919 hasta 1924, Strauss buscó revivir las fortunas de la compañía de ballet residente, luchando después del colapso del Imperio austrohúngaro. Reclutó al coreógrafo Heinrich Kröller (1880–1930) de la Ópera Estatal de Berlín y colaboró con él en una serie de producciones, replanteando su trabajo anterior para los Ballets Russes Josephslegende (1922), y reorganizando la música de Schumann, François Couperin, Beethoven, y Gluck para, respectivamente, Karneval (1922), Ballettsoirée (1923), Die Ruinen von Athen (1924) y Don Juan (1924). El más ambicioso de sus trabajos fue Schlagobers, que se estrenó durante las celebraciones oficiales del sexagésimo cumpleaños del compositor.